# Перунів пагорб

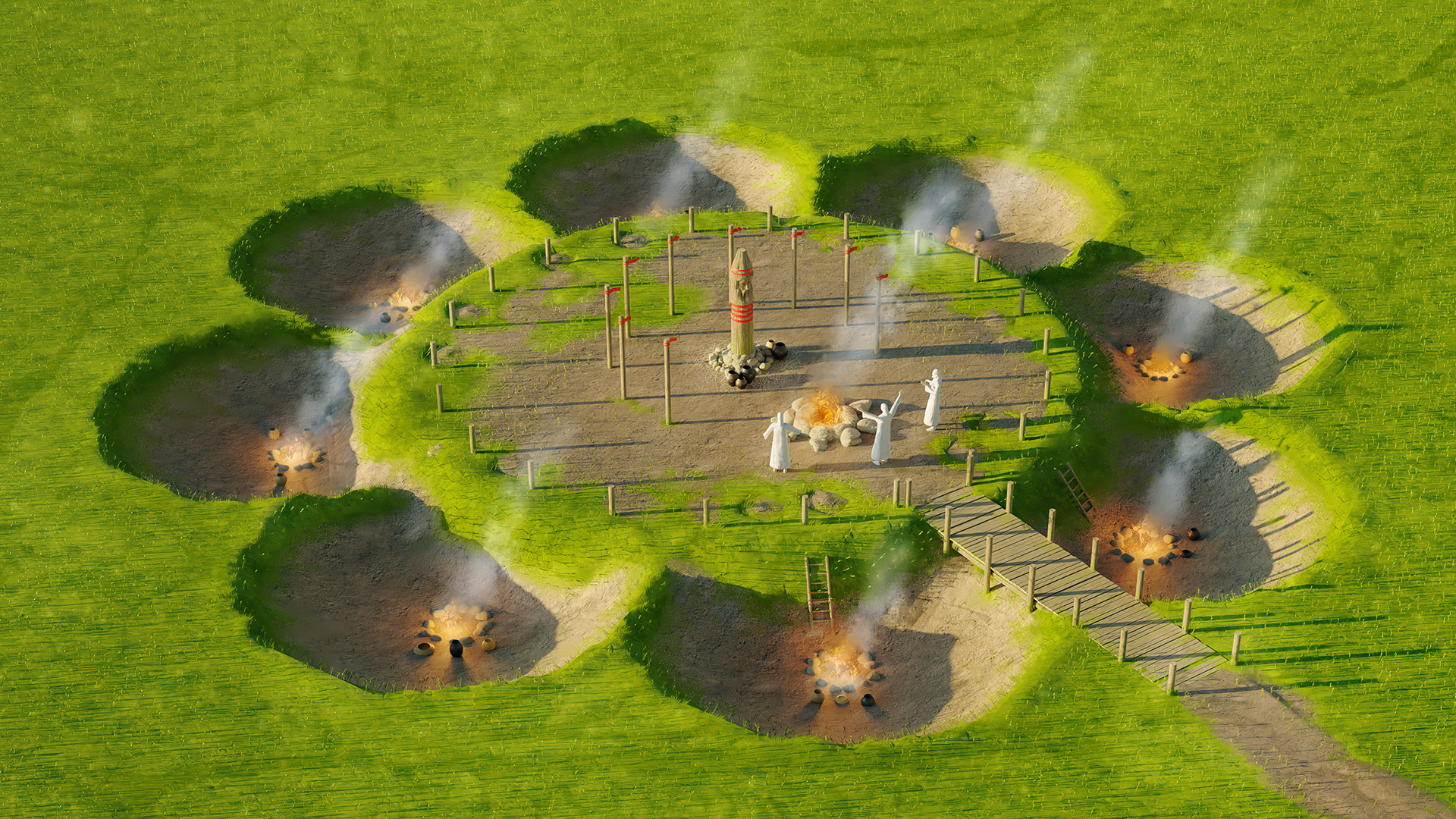
Реконструкція капища Перуна у Перині, поблизу Новгорода (за В. В. Сєдовим) — подібним чином могло виглядати святилище Перуна в Києві

Перунів пагорб — пагорб у Києві на якому в дохристиянський час стояв ідол Перуна, сакральний об'єкт давнього міста. Згадується у кількох місцях Повісті временних літ (під 945, 980 і 988 роками), хоча не виключено, що у літопису мова йде про два різних пагорба присвячених Перуну. Точна локалізація пагорба (або пагорбів) на мапі Києва є предметом наукової дискусії.

## Історія

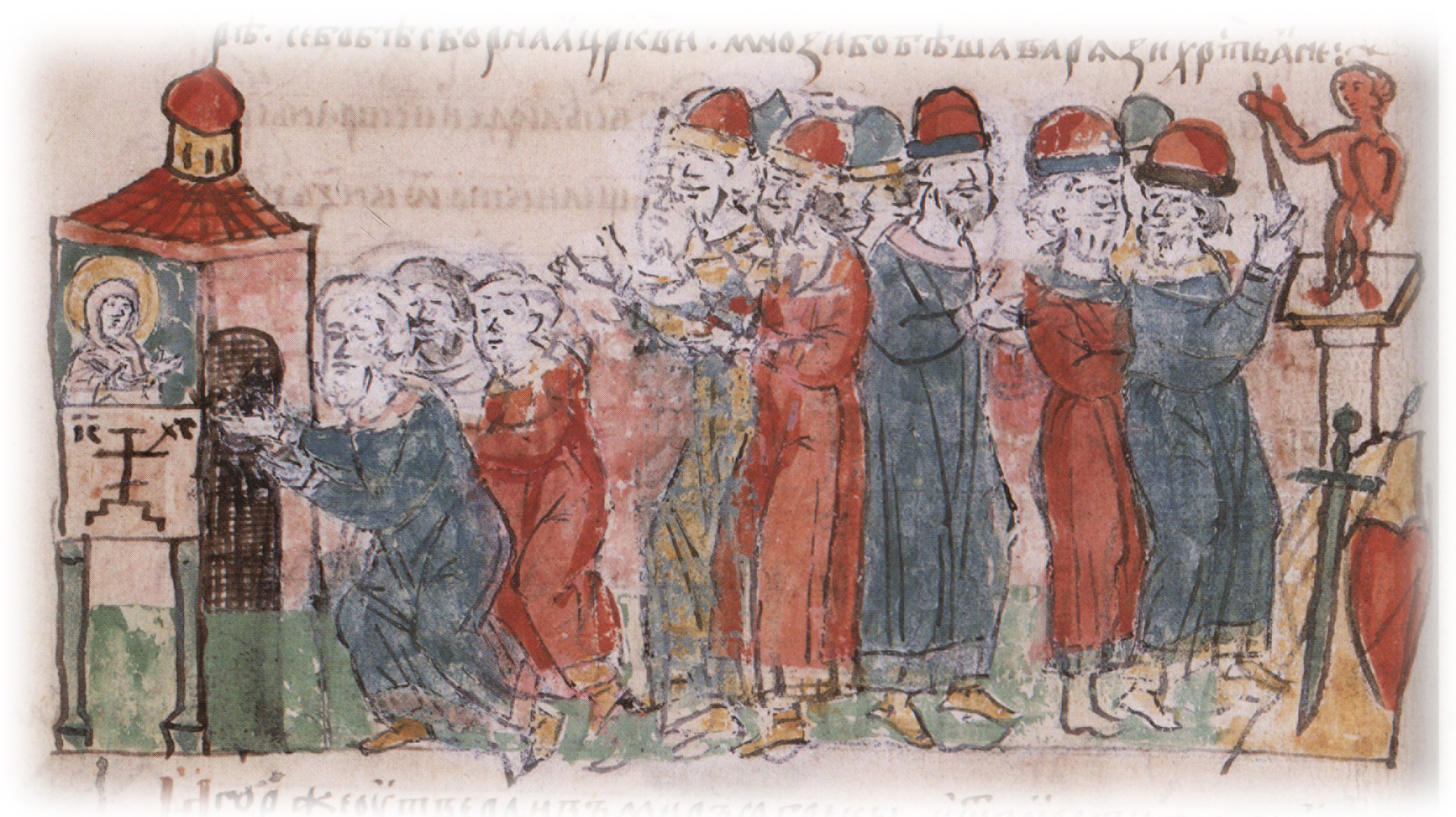
Християнська частина дружини Ігоря присягає у церкві св. Іллі (ліворуч), язичницька — на пагорбі Перуна (праворуч)(мініатюра з Радзивіллівського літопису)

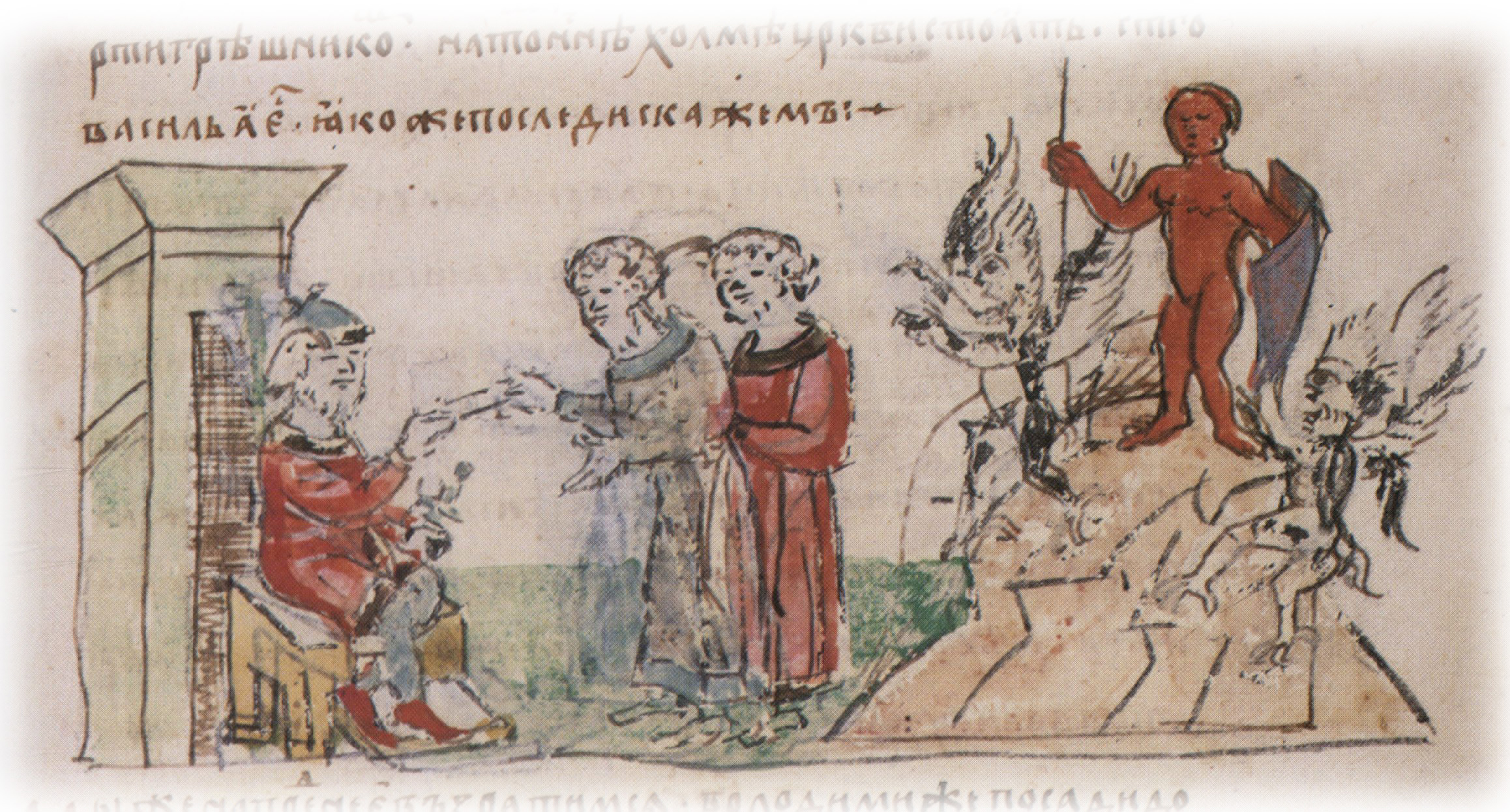
Володимир на теремному дворі, праворуч Перун на пагорбі (мініатюра з Радзивіллівського літопису)

Пагорб Перуна перший раз згадується у Повісті временних літ під 945 роком, у фрагменті де змальована присяга дружини Ігоря дотримуватись умов мирного договору, який був заключений перед цим з греками. Язичницьку частину дружини Ігор водив присягати — разом з грецькими послами — на пагорб «де стояше Перун», а християнську — у церкву святого Іллі. Слід зауважити, що в різних списках Повісті временних літ, цей фрагмент трохи відрізняється — в Лаврентіївському написано про пагорб (однина), в Іпатіївському — про пагорби (множина).
Другий раз літопис згадує Перунів пагорб під 980 роком — у перший рік свого правління в Києві Володимир Святославич ставить «на пагорбі, поза двором теремним» капище шістьом богам. Вочевидь головним серед них був Перун — він йшов першим у переліку і мав особливі атрибути — срібну голову і золотий вус. Польський історик, академик Г. Ловмянський, вважав, що Володимир взагалі поставив лише Перуна, тоді як інших п'ять богів літописець взяв з якогось церковного повчання проти язичників. Частина дослідників (зокрема М. І. Петров) вважала, що це відбувалось на тому самому пагорбі, куди водив свою дружину Ігор, інша частина (Л. А. Дінцес, Я. Є. Боровський, Б. О. Рибаков, С. Климовський) обстоює точку зору, що Володимир збудував нове капище на іншому пагорбі.
Третя літописна згадка про пагорб припадає на 988 рік — князь Володимир прийнявши хрещення в Корсуні повертається в Київ та велить знищити капище, яке сам же збудував вісім років до цього — Перуна при цьому волочать по Боричевому на ручай, щоб скинути в Дніпро. Після цього на пагорбі Перуна згідно з бажанням князя було збудовано церкву святого Василія — ім'я саме цього святого він отримав при хрещенні, теж саме він повелів робити і на місцях інших капищ.

## Археологічні знахідки

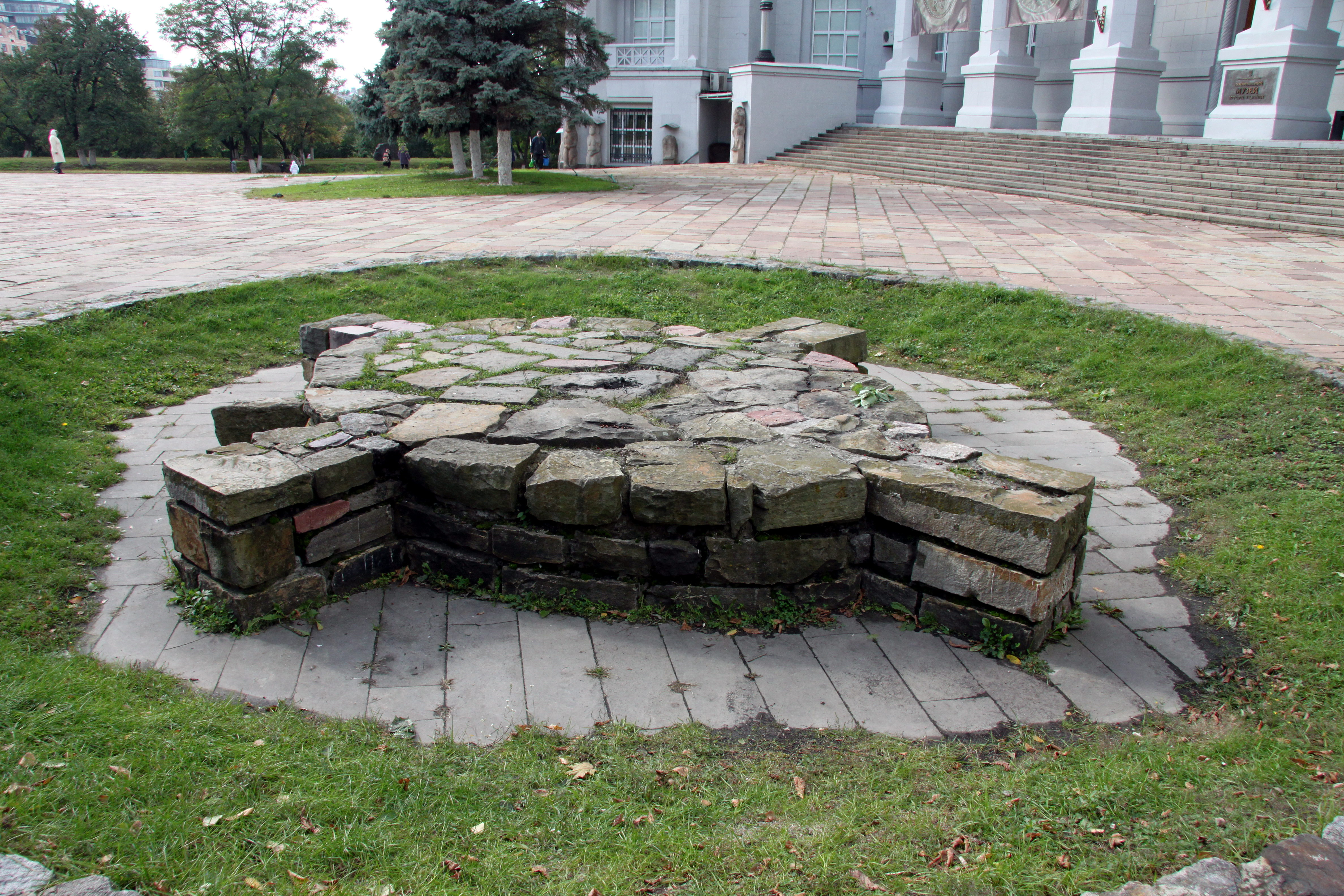
«Капище» знайдене В. Хвойкою — сучасна реконструкція на поверхні

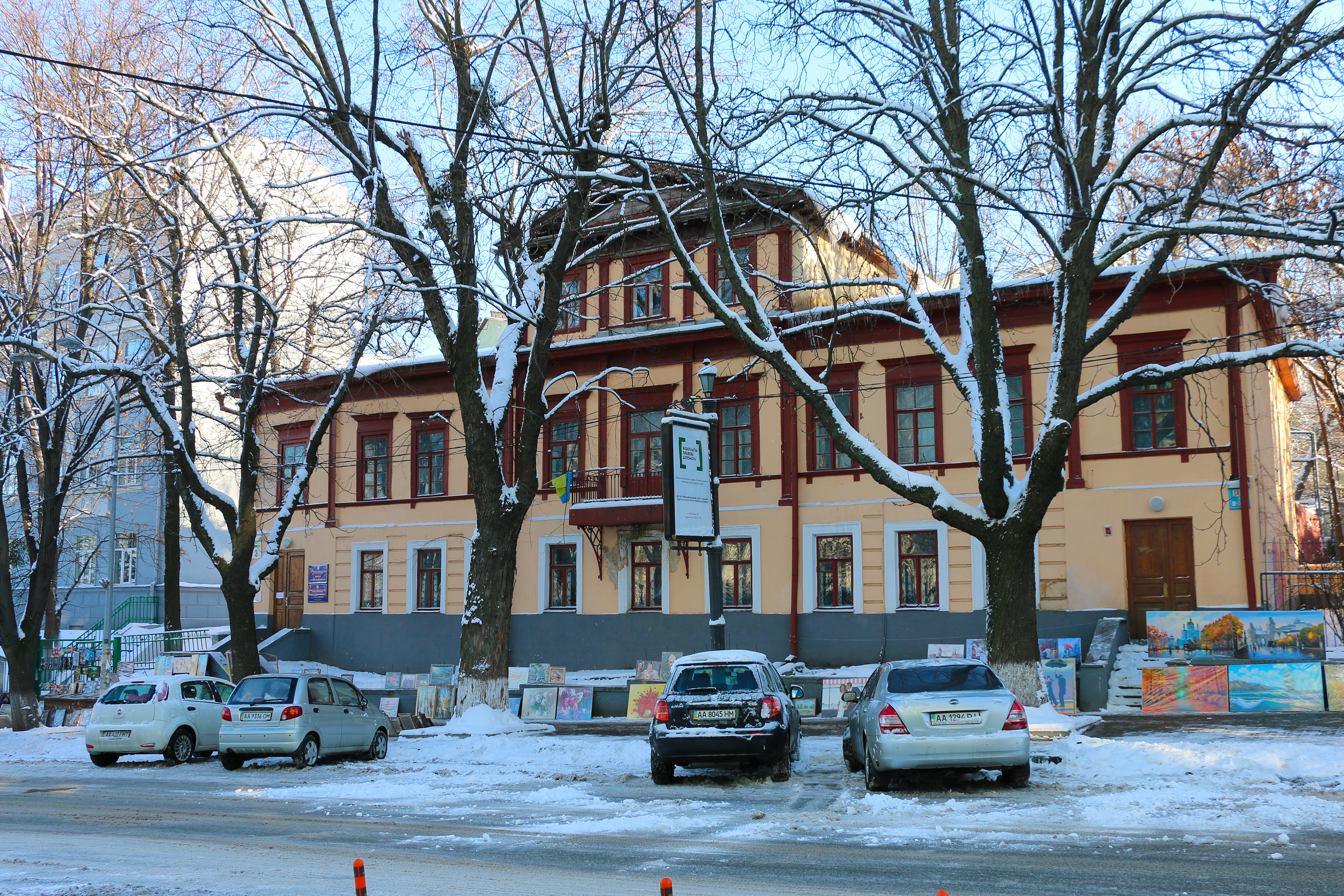
Будинок Трубецьких, під якім було знайдено гіпотетичне капище Володимира 980 р.

1908 року В. Хвойка відкопав на Старокиївській горі, поблизу місця де зараз стоїть будівля Національного історичного музею, об'єкт у вигляді невеликого кам'яного майданчика овальної форми. Він одразу же був визначений, як дохристиянське язичницьке капище. Датування об'єкту коливається в межах від 5 до 10 ст. н. е. Хвойка вважав свою знахідку капищем Перуна літописної статті 945 року, цю думку підтримали також М. К. Каргер, Л. А. Дінцес, Я. Є. Боровський, О. П. Моця та ін.. Імовірно воно слугувало місцем культового поклоніння також для Олега і Святослава. К. В. Болсуновський припустив, що це було святилище Гермеса або «Световида», П. П. Толочко і В. В. Сєдов — якісь давніх богів. 1937 року Ф. Н. Молчановський провів повторне дослідження об'єкту і дійшов висновку, що він не мав культового характеру. Ця думка була підтримана Г. Ловмянським, Г. В. Вернадським і Л. С. Клейном, але наукова спільнота в цілому її не сприйняла.
У 1975 році П. П. Толочко і Я. Є. Боровський під час розкопок у садибі Трубецьких (вул. Володимирська 3) знайшли під підлогою будинку фундамент якоїсь споруди, що мав вигляд прямокутника розміром 7,0×1,75 м. По кутах були розташовані округлі виступи, ще один великий виступ знаходився посередині однієї з довгих сторон прямокутника. З півночі, сходу і півдня від фундаменту було зафіксовано падіння рівня материка, яке позначало схили пагорбу (або скоріше відрогу Старокиївської гори), що існував в цьому місці в давнину. Об'єкт було датовано другою половиною 10 сторіччя, і гіпотетично ототожнено з капищем Володимира 980 року, округлі виступи було трактовано, як майданчики для встановлення ідолів. Цю думку палко підтримав академик Б. О. Рибаков, якій присвятив опису знахідки та її анализу значну частину своєї фундаментальної праці «Язичництво давньої Русі» (вперше видано у 1987 році). Згодом, як датування, так призначення об'єкту, були підвергнути сумніву. Видатні дослідники слов'янського язичництва І. П. Русанова і Б. О. Тимощук зауважили «вважити цю канаву залишками капища, а надто фундаментами язичницького храму немає підстав». Л. С. Клейн вказав, що вагомих аргументів на користь трактування споруди як капища немає, а сама вона скоріше за все належить до 13 ст.. Ф. О. Андрощук припустив, що об'єкт є залишками найдавнішої церкви, О. Комар спочатку вважав його залишками споруди 13 ст. невідомого призначення (можливо каплиці), пізніше припустив, що це частина брами, Д. Йолшин дійшов до висновку, що споруда була збудована із будматеріалів 10 ст. у вторинному використанні.

## Локалізація
За літописною статтею 945 року локалізувати місцезнаходження Перунова пагорба неможливо, позаяк в ній немає особливих топографічних орієнтирів. У той же час таки орієнтири є у статті 980 року, відносно капища Володимира — воно знаходилось поблизу двора теремного; імовірно також поблизу Боричевого узвозу — зважаючи на те, що після хрещення Володимира, ідолів з його капища волокли к ручаю саме по Боричевому, а на самому пагорбі була поставлена Василівська церква. З іншого боку, питання точного місцезнаходження теремного двору, Боричевого узвозу і давньої Василівської церкви, станом на початок 21 століття досі є дискусійними. Більш-менш одностайно історики згодні між собою, що капище Володимира знаходилось десь на плато Старокиївській гори, недалеко вид її краю, що височіє над Подолом.
М. Закревський імовірно був першим, повязавшим Трьохсвятительску церкву з Василівською церквою князя Володимира. Володимирова церква скоріше за все була дерев'яною, і ще стояла в часи літописця (кінець 11 — початок 12 ст.). Імовірно на її місці в 12 ст. була збудована кам'яна церква святого Василія (освячена 1183 року) на великому княжому дворі. Ця церква, яка згодом дістала назву Трьохсвятительскої, існувала до 20 сторіччя, на місці де зараз знаходиться будівля Міністерства закордонних справ України. Додатковим аргументом на користь того, що Трьохсвятительска церква стояла на місці капища Володимира, є те, що поблизу проходить траса фунікулеру, яка відповідає одній з двох основних версій розташування літописного Боричевого узвозу. Розташування капища Володимира на місці Трьохсвятительскої церкви підтримали, зокрема, М. Самойлов, М. О. Максимович, В. Б. Антонович, П. Толочко, Л. Махновець та С. Климовський. П. Толочко та Л. Махновець на цьому же місці розміщували і Перуна часів Ігоря.
Профессор КДА М. П. Петров, якій ототожнював Боричев узвіз з Андріївським узвозом, пагорбом з капищем Володимира вважав той, на якому була у 18 ст. збудована Андріївська церква. Петров також розташовував на цьому же пагорбі й Перуна 945 року, і також вважав можливим місцезнаходження на ньому поховання Кія. Версію Петрова відносно знаходження капища Володимира підтримав також М. К. Каргер , але капище Перуна 945 року він схилявся (слідом за Дінцесом) ототожнювати з об'єктом знайденим Хвойкой у 1908 році.
Особливої думки щодо пагорбу Перуна дотримувався Б. О. Рибаков. Капище Володимира він ототожнював з археологічним об'єктом знайденим у 1975 році під будинком на Володимирській вулиці, 3. Позаяк рядом невідомо жодної церкви Василія, він пов'язав останню з пагорбом Перуна 945 року, при чому відкинув Василівську церкву «Великого двору» (пізнішу Трьохсвятительску), натомість обрав Василівську церкву збудовану Рюриком Ростиславичем на «Новому дворі» у 1197 році. Цей вибір він аргументував тим, що в одному з літописів стаття про пагорб Перуна часів Игоря супроводжувалась пізнішою припискою «ныне же тамо церков святого Василия», зробленою на його думку, безперечно після 1183—1197 років. При чому Рибаков не вказав, що ця приписка походить з Густинського літопису 17 сторіччя, тобто значно пізнішого від 12 сторіччя. Василівську церкву Рюрика Ростиславича, зруйновану ще у давнину, Рибаков, за Ю. С. Асєєвим, ототожнив з церквою, залишки якої було відкопано на відрогу Кудрявця — давньому Копиревому кінці. Саме цей відриг Рибаков вважав літописним Перуновим пагорбом 945 року — на його думку місцевість навколо Трьохсвятительскої церкви аж ніяк не можна вважати окремим пагорбом.
За думкою С. Климовського ідол Перуна, якому присягала дружина Ігоря, знаходився на Старокіївській горі у т. зв. городищі Кія, який він трактує як збудоване Кієм на початку 9 ст. городище-святилище, ймовірно початково присвячене богу Роду. В цьому же городищі була розташована резиденція Ігоря — за Климовським, Олег, відчуваючи сумнівну легітимність Ігоря і себе, як регента при ньому, оселив Ігоря у святилищі, щоб він виконував функції головного жерця — подібно скандинавським конунгам — і тим самим повисів свій статус. З цим двором Климовський ототожнює згаданий у літопису під 945 р. княжий «двір у граді». Одночасно у Ігоря була інша, світська, резиденція, на Уздихальниці, де він міг тримати домашнє господарство і займатися мирськими справами. З цим двором Климовський ототожнює літописний «двір другий вне града», при чому раніше в цьому місці, за його думкою, розташовувалось житло Кія. Згідно з Климовським, Володимир же побудував своє капище шістьом богам імовірно на Михайлівський гірці, при чому святилище Перуна в граді Кія продовжувало функціонувати.

## В сучасному Києві

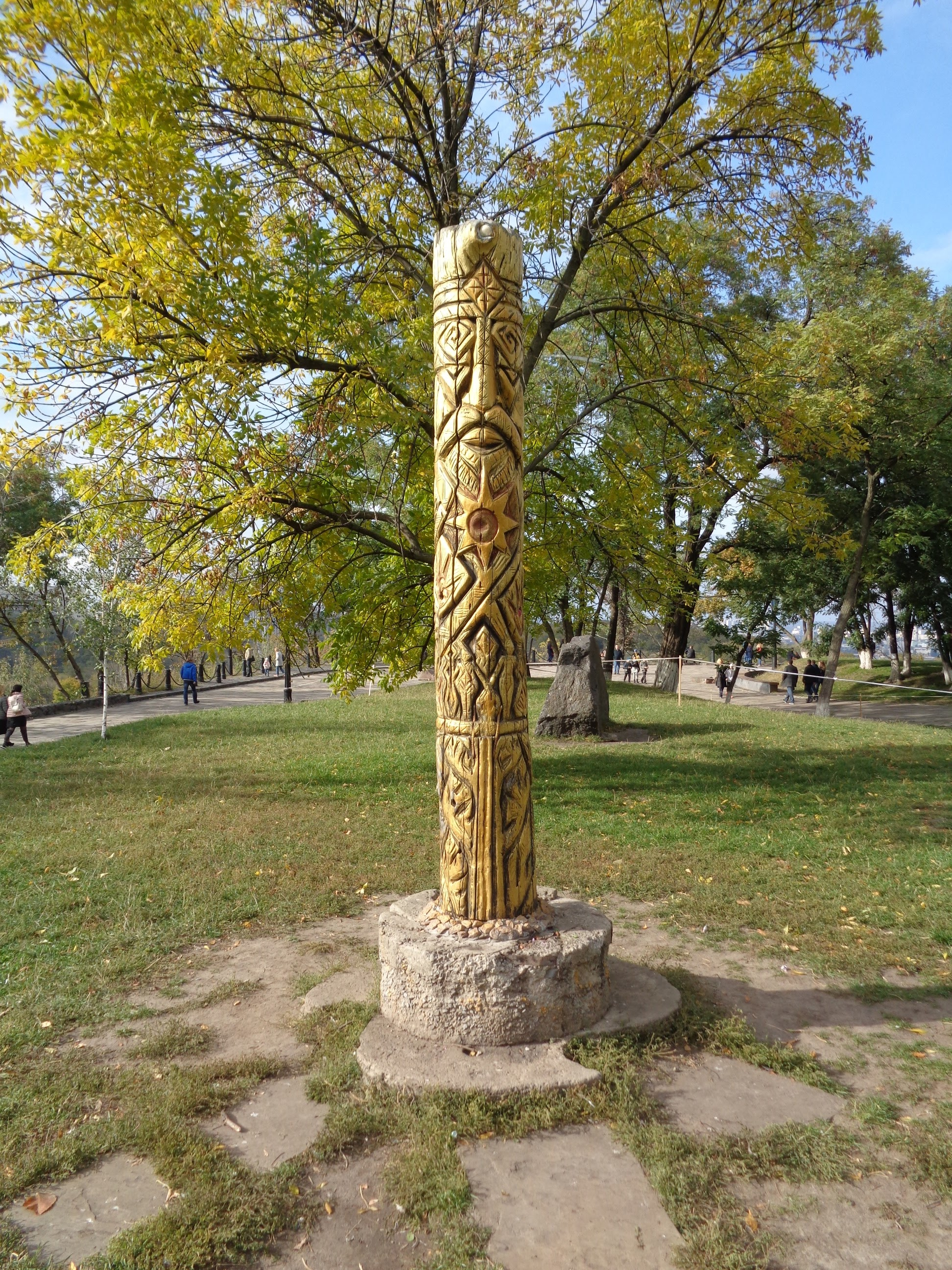
Сучасна інтерпретація ідола Перуна біля будівлі НМІУ(третий варіант, 2017 рік)

2009 року сучасна інтерпретація ідола Перуна була встановлена біля будівлі НМІУ (Володимирська, 2). Знесений 2012 року. У 2013 році був відновлений на перунів день (20 липня) але наступної доби був знову знесений. 2014 року встановлений втретє.

## У літописах

### 945 рік
Князь Ігор з дружиною присягають Перуну.
Іпатіївський літопис у перекладі Л. Махновця:
|   | І на другий день призвав Ігор послів і прийшов на пагорби, де стояв Перун. І поклали [руси] оружжя своє, і щити, і золото, і присягнув Ігор, і мужі його, і скільки [було] поган-русів. А християн-русів водили присягати в церкву святого Іллі, що є над ручаєм |
| — | |

Іпатіївський літопис:
|   | и наоутрѣӕ призва Игорь сли . и приде на холъмы кде стоӕшє Пєрунъ . и покладоша ѡружьӕ своӕ и щиты . и золото . и ходи Игорь ротѣ . и мужи єго . и єлико поганыӕ Руси . а хрс̑тьӕную Русь водиша въ цр҃квь ст҃го Ильи . ӕжє єсть надъ руцьємъ |
| — | |

Лаврентіївський літопис:
|   | заоутра призва Игорь слъı . и приде на холмъ . кде стоӕше Перунъ . [и] покладоша ѡружьє своє и шитъ и золото . и ходи Игорь ротѣ и люди єго . єлико поганъıхъ Руси . а хе҃ӕную Русь водиша ротѣ . в црк҃ви ст҃го Ильи . ӕже єсть надъ ручаємъ |
| — | |

Лаврентіївський літопис — розшифровка:
|   | Заутра призва Игорь слы, и приде на холмъ, кде стояше Перунъ, и покладоша оружье свое, и щиты и золото, и ходи Игорь ротЂ и люди его, елико поганыхъ руси; а хрестеяную русь водиша ротЂ в церкви святаго Ильи, яже есть надъ Ручаемъ … |
| — | |

### 980 рік
Князь Володимир будує капище шістьом богам.
Іпатіївський літопис у перекладі Л. Махновця:
|   | І став княжити Володимир у Києві один. І поставив він кумири на пагорбі, поза двором теремним: Перуна дерев’яного,— а голова його [була] срібна, а вус — золотий,— і Хорса, і Дажбога, і Стрибога, і Сімаргла, і Мокош. |
| — | |

Іпатіївський літопис:
|   | и нача кнѧжити Володимиръ въ Києвѣ ѡдинъ . и постави кумиры на холъму . внѣ двора теремнаг̑ . Перуна деревѧна . а голова єго серебрѧна . а оусъ золот̑ . и Хоръса . и Дажьба҃ . и Стриба҃ . и Сѣмарьгла. и Мокошь . |
| — | |

Лаврентіївський літопис:
|   | И нача кнѧжити Володимеръ въ Києвѣ єдинъ . и постави кумиръı на холму . внѣ двора теремнаго . Перуна древѧна . а главу єго сребрену . а оусъ златъ . и Хърса Дажьба҃ . и Стриба҃ . и Симарьгла . и Мокошь |
| — | |

Лаврентіївський літопис — розшифровка:
|   | И нача княжити Володимеръ въ КиевЂ единъ, и постави кумиры на холму внЂ двора теремнаго: Перуна древяна, а главу его сребрену, а усъ златъ, и Хърса, Дажьбога, и Стрибога и Симарьгла, и Мокошь. |
| — | |

### 988 рік
Володимир будує на Перуновому пагорбі церкву святого Василія.
Іпатіївський літопис у перекладі Л. Махновця:
|   | І, це сказавши, повелів він робити церкви і ставити [їх] на місцях, де ото стояли кумири. І поставив він церкву святого Василія [Великого] на пагорбі, де ото стояли кумири Перун та інші і де жертви приносили князь і люди. |
| — | |

Іпатіївський літопис:
|   | и се рекъ . повелѣ рубити цр҃ькв҃и и поставлѧти по мѣстомъ. идеже стоӕше кумиры и постави црк҃вь ст҃го Васильӕ на холмѣ . идѣже стоӕше кумири . Перунъ и прочии идеже требы творѧху кнѧзь и людьє . |
| — | |

Лаврентіївський літопис:
|   | и се рекъ повелѣ рубити црк҃ви . и поставлѧти по мѣстомъ . идеже стоӕху кумири . и постави црк҃вь ст҃аго Васильӕ на холмѣ . идеже стоӕше кумиръ Перунъ . и прочии І. идеже творѧху потребъı . кнѧзь и людьє . |
| — | |

Лаврентіївський літопис — розшифровка:
|   | И се рекъ, повелЂ рубити церкви и поставляти по мЂстомъ, идеже стояху кумири. И постави церковь святаго Василья на холмЂ, идеже стояше кумиръ Перунъ и прочии, идеже творяху потребы князь и людье. |
| — | |